# Santíssimo Nome de Maria

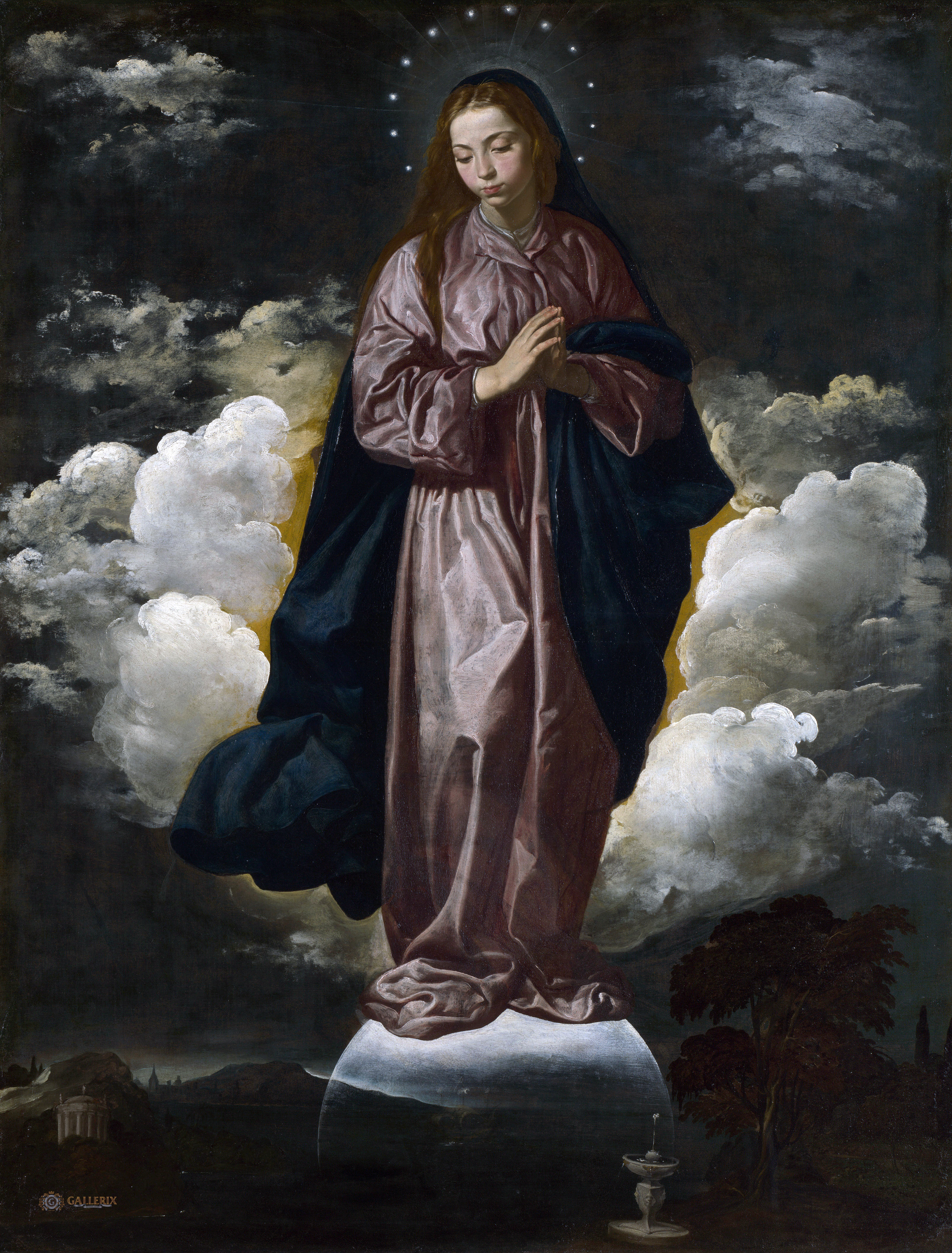
A Virgem Maria por Velázquez, 1618

Santíssimo Nome de Maria, Festa do Santo Nome de Maria, ou simplesmente Santo Nome de Maria, é uma memória litúrgica da Igreja Católica que se celebra em 12 de setembro. Foi instituída como festa universal pelo Beato Inocêncio XI para comemorar a vitória sobre os turcos na Batalha de Viena em 1683. A festa celebra o nome de Maria, mãe de Jesus.
A festa exemplifica o foco católico romano na Mariologia e na veneração da Bem-aventurada Virgem Maria. Em Roma, uma das duas igrejas gêmeas no Fórum de Trajano é dedicada ao nome de Maria.

## História
A festa era apenas realizada em Cuenca, Espanha, quando foi instituída em 1513. Era inicialmente comemorada em 15 de setembro. Em 1587, o Papa Papa Sisto V mudou o dia da celebração para 17 de setembro. O Papa Gregório XV estendeu a festa para a Arquidiocese de Toledo em 1622. Em 1666 os Carmelitas Descalços receberam a permissão para recitar o Ofício do Nome de Maria quatro vezes por ano (dúplice). Em 1671, a festa foi estendida para toda a Espanha. Após a vitória dos cristãos, conduzida pelo rei Jan III Sobieski da Polônia, sobre os turcos na Batalha de Viena, em 1683, a festa foi estendida a toda a Igreja pelo Papa Inocêncio XI, e atribuída ao domingo após o Nascimento de Maria. Antes da batalha, o rei Jan Sobieski colocou suas tropas sob a proteção da Virgem Maria. Após a batalha, o Papa Inocêncio XI, pretendendo homenagear Maria, estendeu a festa para toda a Igreja.

## Data da festa
No Calendário Ambrosiano de Milão, a festa do Santo Nome de Maria foi atribuído a 11 de setembro. No tempo do Calendário Geral Romano em 1954, a data foi fixada como 12 de setembro. Após um curto período, ela foi removida, porque foi considerada uma duplicação da festa do Nascimento da Virgem Maria em 8 de setembro. Foi restabelecida depois a 12 de setembro.